# Liste der Kulturdenkmäler in Undenheim
In der Liste der Kulturdenkmäler in Undenheim sind alle Kulturdenkmäler der rheinland-pfälzischen Ortsgemeinde Undenheim aufgeführt. Grundlage ist die Denkmalliste des Landes Rheinland-Pfalz (Stand: 3. April 2024).

## Denkmalzonen
| Bezeichnung                          | Lage                                                    | Baujahr                   | Beschreibung | Bild                           |
| ------------------------------------ | ------------------------------------------------------- | ------------------------- | --- | ------------------------------ |
| Denkmalzone Staatsrat-Schwamb-Straße | Staatsrat-Schwamb-Straße 54, 57, 59, 60, 61 und 63 Lage | Ende des 19. Jahrhunderts | vorstädtisch geprägte Bebauung, Ende des 19. Jahrhunderts bis in die 1920er Jahre; vier einheitliche Vierseithöfe, Nr. 57, 61 und 53 historisierend, Nr. 59 mit Landhauscharakter; Nr. 60 und 63 mit bichromen Klinkerfassaden; Nr. 54 villenartiges evangelisches Pfarrhaus, Heimatstil | weitere Bilder Fotos hochladen |

## Einzeldenkmäler
| Bezeichnung                               | Lage                                          | Baujahr                            | Beschreibung | Bild                           |
| ----------------------------------------- | --------------------------------------------- | ---------------------------------- | --- | ------------------------------ |
| Hofanlage                                 | Alzeyer Straße 16 Lage                        | 1875 ff.                           | Vierseithof mit Wohn- und Wirtshaus, Brauhaus und Kühlschiff, Backsteinbauten, 1875 ff., Maurermeister Peter Günther und Bauschaffner Johann Albert, Umbau 1909; ausgedehnte Kelleranlage | weitere Bilder Fotos hochladen |
| Bahnhof Undenheim-Köngernheim             | Bahnhofstraße 2 Lage                          | 1896                               | bichrome Klinkerbauten; dreiteiliger spätgründerzeitlicher Typenbau, 1896, kastenförmiger Stellwerk-Anbau, 1938/39 | Fotos hochladen                |
| Rathaus                                   | Georg-Wiegand-Will-Platz 1 Lage               | 1921 ff.                           | Rathaus, 1921 ff. durch Teilabbruch und Umbau eines Gehöfts wohl der ersten Hälfte des 19. Jahrhunderts entstanden; L-förmige, ein- bis zweigeschossige Anlage in Heimatschutzstilformen, teilweise historisierendes Sichtfachwerk, Feuerwehrtrakt mit Schlauchtrockenturm | Fotos hochladen                |
| Wohnhaus                                  | Kirchstraße 2 Lage                            | 1702                               | barockes Eckwohnhaus, teilweise Zierfachwerk, bezeichnet 1702; am Nebengebäude Scheitelstein vermauert, bezeichnet 1753; straßenbildprägend | Fotos hochladen                |
| Haustür                                   | Kirchstraße, an Nr. 13 Lage                   | 1719                               | barockes Gewände, bezeichnet 1719 (1729?), klassizistisches Türblatt | Fotos hochladen                |
| Wirtschaftsgebäude                        | Kirchstraße, hinter Nr. 13 Lage               | 1866                               | großdimensionierter Kalkbruchsteinbau, bezeichnet 1866, mit Stallungen, Kelterhaus und Remise, dreischiffigem kreuzgewölbter Kuhstall | weitere Bilder Fotos hochladen |
| Katholischer Pfarrhof                     | Kirchstraße 14 Lage                           | 1898/99                            | spätgründerzeitlicher Walmdachbau, 1898/99, zweiteilige Toranlage, bezeichnet 1716, Garten | weitere Bilder Fotos hochladen |
| Hofanlage                                 | Kirchstraße 16 Lage                           | 1835                               | Vierseithof; ein- bzw. zweigeschossiges Wohnhaus, bezeichnet 1835, Doppelscheune, Bruchstein und Fachwerk, Backstein-Stall | weitere Bilder Fotos hochladen |
| Schulhaus                                 | Kirchstraße 17 Lage                           | 1778                               | ehemaliges katholisches Schulhaus mit Lehrerwohnung; eingeschossiger Spätbarockbau, bezeichnet 1778, Scheune aus dem 19. Jahrhundert, weitläufiger Garten | Fotos hochladen                |
| Katholische Pfarrkirche Mariä Himmelfahrt | Kirchstraße 19 Lage                           | Mitte des 15. Jahrhunderts         | spätgotischer Chor, Mitte des 15. Jahrhunderts, ein Strebepfeiler bezeichnet 1523; barockes Langhaus, 18. Jahrhundert, mit Ausstattung | weitere Bilder Fotos hochladen |
| Friedhof                                  | Kirchstraße, bei Nr. 19 auf dem Kirchhof Lage | zweite Hälfte des 19. Jahrhunderts | spätmittelalterliche Kirchhofbefestigung teilweise erhalten im Alten Friedhof (mittelalterlicher Kirchhof) - Grabmal Adam Sauer († 1869): gotisierender Pfeiler mit Blendmaßwerk - Grabmal Maria Elisabetha Schilling († 1870): gotisierender Pfeiler - Grabmal Dieter Hamm II († 1868): Säulenstumpf mit Draperie - Grabmal Peter Paul Pfeiffer († 1893): neugotisch mit Spitzgiebel und Tugendemblemen - Grabmal Friedrich Josef Schmitt († 1873): Sandsteinblock mit Gusseisenkruzifix - Grabmal Louis Schilling († 1872): gebrochene Säule mit Draperie in der parkartigen Erweiterung: - Anlage mit drei Kriegerdenkmälern von 1961: - Kriegerdenkmal 1870/71, Germaniafigur, 1875 - Kriegerdenkmal 1914/18, trauernde Frauen an Soldatengrab, bezeichnet 1921 - Kriegerdenkmal 1939/41, bühnenartige Estrade, 1950er Jahre - Grabmal Eheleute Ludwig Horter I († 1888): Marmor-Obelisk mit Lorbeerkranzrelief - Grabmal Eheleute Georg Horter († 1893): Granit-Obelisk - anonymes Grabmal: Todesgenius mit gesenkter Fackel, um 1880 - Grabmal Eheleute Justus Michel II († 1888): gedrungener Obelisk - Grabmal Georg Schwamb († 1887): Granit-Obelisk - Grabmal Familie Georg Jung († 1883): Sandstein-Obelisk mit Lorbeerkranz - Grabmal Johann Baptist Bernard († 1866): schlanke historisierende Stele auf Felssockel - anonymes Grabmal: gebrochener Eichenstumpf, um 1880/90 - Grabmal Familie Jakob Will († 1867): pfeilerförmig mit antikischer Bekrönung - Grabmal Eheleute Jakob Schilling († 1872): pfeilerförmig mit antikischer Bekrönung - Grabmal Gustav Schilling († 1847): klassizistische Stele mit Inschrift - Grabmal Eheleute Georg Diehl († 1854): spätklassizistische Stele mit zeittypischen Spruchinschriften - Grabmal Eheleute Tobias May († 1885): gotisierend mit Blendmaßwerk und Zinnen - Grabmal Katharina Jung geborene Horter: gebrochene Säule mit Draperie, um 1860/70 - Grabmal Karl Friedrich Jung († 1866): antikische Volutenverdachung - Grabmal Amalie Scriba geborene Pistor († 1837): gedrungener klassizistischer Obelisk - Grabmal Catharina Dorothee Will († 1867): klassizistischer Rotsandsteinpfeiler - Grabmal Maria Schickert geborene Hoerter († 1866): antikisierende Volutenzier auf dem Neuen Friedhof, ab 1893 belegt - Grabmal Familie Jakob Bernhard († 1904): Granit-Kreuz, davor Statue einer Trauernden - Grabmal Familie Balthasar Hamm V († 1923): Sitzfigur einer Trauernden, um 1907 | weitere Bilder Fotos hochladen |
| Hofanlage                                 | Kirchstraße 25, Am Mühlweg 1/3/5 Lage         | spätes 18. Jahrhundert             | Vierseithof; im Kern spätbarockes Wohnhaus, teilweise Fachwerk, spätes 18. Jahrhundert; Nebengebäude, 19. Jahrhundert | Fotos hochladen                |
| Spolie                                    | Sackgasse, an Nr. 7 Lage                      | 1575                               | Renaissance-Spolie; großer Sandsteinquader mit zwei Wappenschilden, einer bezeichnet 1575 | Fotos hochladen                |
| Schulhaus                                 | Schulstraße 1 Lage                            | 1840                               | ehemaliges evangelisches Schulhaus mit Bürgermeisterei; spätklassizistischer Kalksteinquaderbau, 1840; ortsbildprägend | Fotos hochladen                |
| Wohnhaus                                  | Schulstraße 4 Lage                            | erste Hälfte des 18. Jahrhunderts  | barockes Wohnhaus, teilweise Zierfachwerk, erste Hälfte des 18. Jahrhunderts | Fotos hochladen                |
| Hofanlage                                 | Schulstraße 6 Lage                            | 16. bis 19. Jahrhundert            | Dreiseithof, 16. bis 19. Jahrhundert; barockes Wohnhaus, teilweise Zierfachwerk, wohl um 1700, Erweiterung oder Umbau (?) im 18. Jahrhundert, zweiteilige Toranlage, Ziehbrunnen wohl aus dem 18. Jahrhundert, Kelterhaus/Remise, Kuhstall 19. Jahrhundert, Schweinestall Mitte des 19. Jahrhunderts; tonnengewölbter Keller unter Hochgarten, bezeichnet 1588; mit Schulstraße 4 reizvolles Barockensemble | Fotos hochladen                |
| Evangelische Kirche                       | Staatsrat-Schwamb-Straße 1 Lage               | 17. oder 18. Jahrhundert           | im Kern barocker Saalbau, 1840/41 Umbau in Art der Moller-Schule, Großherzogliche Oberbaudirektion, Darmstadt; mit Ausstattung | Fotos hochladen                |
| Wirtschaftsgebäude                        | Staatsrat-Schwamb-Straße, zu Nr. 14/16 Lage   | um 1850/60                         | gestaffelte Baugruppe, um 1850/60; Kalkbruchsteinbauten über tonnengewölbten Kellern mit dreischiffigen Ställen, Nr. 14 mit Fachwerkspeichergeschoss um 1900 | Fotos hochladen                |
| Kellergebäude                             | Staatsrat-Schwamb-Straße, zu Nr. 19 Lage      | 1549                               | Kellergebäude, Kalkbruchstein, bezeichnet 1549 und 1713 | weitere Bilder Fotos hochladen |
| Hofanlage                                 | Staatsrat-Schwamb-Straße 27 Lage              | 1866                               | dreiflüglige Hofanlage, Torfahrt bezeichnet 1866; sandsteingegliederter Backsteinbau mit Kniestock, Ökonomie: großvolumige Scheune mit tonnengewölbtem Keller und kreuzgratgewölbtem Viehstall und zweijochigem Pferdestall im Remisengebäude; Pflanzgarten, Kelterhaus; Kellervorbau mit Terrasse, hölzerne Gartenlaube, bezeichnet 1883–1884 | Fotos hochladen                |
| Hofanlage                                 | Staatsrat-Schwamb-Straße 38 Lage              | 1870                               | Vierseithof; nobler spätklassizistischer Zeltdachbau, 1870, Architekt M. Dietz, Ausstattung; Ökonomie, säulengestützter zweischiffiger Gewölbestall; offene Remise mit Wohngeschoss, 1910, Architekt Johann Dietz I.; ummauerter parkartiger Garten; Grenzstein, wohl von 1601 | weitere Bilder Fotos hochladen |
| Spolie                                    | Staatsrat-Schwamb-Straße, an Nr. 53 Lage      | 18. Jahrhundert                    | Sandsteinrelief mit Bäckerzeichen, 18. Jahrhundert | Fotos hochladen                |
| Evangelisches Pfarrhaus                   | Staatsrat-Schwamb-Straße 54 Lage              | 1907/08                            | ehemaliges evangelisches Pfarrhaus; eingeschossiger Mansardwalmdachbau, barockisierender Heimatstil noch unter Einfluss des Jugendstils, 1907/08 | Fotos hochladen                |
| Hofanlage                                 | Staatsrat-Schwamb-Straße 59 Lage              | 1911/12                            | Vierseithof, landwirtschaftliches Mustergut, 1911/12, Architekt Bauinspektor Wilhelm Thaler; stattlicher barockisierender Krüppelwalmdachbau, Backstein-Ökonomie | Fotos hochladen                |
| Wohnhaus                                  | Staatsrat-Schwamb-Straße 60 Lage              | 1892                               | villenartiger Klinkerbau, Neurenaissance, 1892, Architekt Philipp Becker, Wörrstadt, Kelterhaus mit Torbogen, 1927 | Fotos hochladen                |
| Hofanlage                                 | Staatsrat-Schwamb-Straße 61 Lage              | 1896                               | repräsentativer Vierseithof; späthistoristisches Wohnhaus, bezeichnet 1896, Ausstattung; Backstein-Ökonomie mit Treppengiebel, 1920er Jahre; parkartiger, ummauerter Garten mit Grottenarchitektur | Fotos hochladen                |
| Wohnhaus                                  | Staatsrat-Schwamb-Straße 64 Lage              | um 1905/10                         | eingeschossiges villenartiges Wohnhaus, Heimatstil, um 1905/10, bauzeitlicher Jugendstil-Vorgartenzaun | Fotos hochladen                |
| Villa                                     | Staatsrat-Schwamb-Straße 69 Lage              | 1905                               | eineinhalb- bis zweigeschossiger Putzbau auf bewegtem Grundriss, Landhauscharakter, 1905, Architekt wohl Johann Dietz I, Vorgarteneinfriedung, Jugendstil, ummauerter Garten | Fotos hochladen                |
| Wohnhaus                                  | Staatsrat-Schwamb-Straße 103 Lage             | erste Hälfte der 1950er Jahre      | eingeschossiges Doppelwohnhaus, Stahlhaus-Standardtyp, erste Hälfte der 1950er Jahre (MAN-Haus) | Fotos hochladen                |
| Villa                                     | Staatsrat-Schwamb-Straße 112 Lage             | 1929                               | zeittypisch gegliederter kubischer Putzbau mit Pyramidendach, 1929, Architekt Wilhelm Weimer, Undenheim | Fotos hochladen                |
| Raufenmühle                               | Staatsrat-Schwamb-Straße 116 Lage             | 1783                               | spätbarockes Wohn- und Mühlengebäude, teilweise Fachwerk (verputzt), bezeichnet 1783; Scheune mit Fachwerkgiebeln, tonnengewölbter Keller bezeichnet 1784, Kelterhaus, Stallungen mit Preußischer Kappendecke, um 1870/80, großvolumiges Nebengebäude, Backsteinbau, 1927 | weitere Bilder Fotos hochladen |
| Zehnthof                                  | Tränkgasse 2/4, Alzeyer Straße 1 Lage         | 1817                               | ehemaliger Zehnthof des Mainzer St. Albanklosters bzw. -stiftes; langgestrecktes Wohnstallhaus, 1817 (?), Einbau von Brennhaus und zweischiffem, säulengestützten Gewölbestall um 1850/60; zwei Doppelscheunen mit Krüppelwalmdach, 18. Jahrhundert; erdgedeckter tonnengewölbter Weinkeller, 19. Jahrhundert | Fotos hochladen                |